# Chińskie Stowarzyszenie Promowania Demokracji
Chińskie Stowarzyszenie Promowania Demokracji (chiń. upr. 中国民主促进会; chiń. trad. 中國民主促進會; pinyin Zhōngguó Mínzhǔ Cùjìnhuì) – jedna z tzw. partii demokratycznych działających w ChRL.
Partia została założona w Szanghaju 12 grudnia 1945 przez grupę osób związanych z edukacją, nauką, kulturą i wydawnictwami.
W 2016 roku liczyła ponad 156 tysięcy członków.
Przewodniczącymi partii byli:
- Ma Xulun (1949-1958)
- Zhou Jianren (1979-1984)
- Ye Shengtao (1984-1987)
- Lei Jieqiong (1987-1997)
- Xu Jialu (1997-2007)
- Yan Junqi (2007-2017)
- Cai Dafeng (od 2017)